# Eeva Jalavisto
Eeva Ottilia Jalavisto, född Elmgren 21 mars 1909 i Kerimäki, död 12 juni 1966 i Helsingfors, var en finländsk fysiolog.
Jalavisto blev medicine och kirurgie doktor 1937, var 1941–49 docent och innehade från 1949 en personell e.o. professur i fysiologi vid Helsingfors universitet. Tillsammans med Eva Bonsdorff nyupptäckte hon det 1948 av dem namngivna hormonet erytropoetin. Jalavisto var även internationellt känd som forskare inom gerontologi och ordförande i Centralförbundet för de gamlas väl 1949–53. År 1957 kallades hon till ledamot av Finska Vetenskapsakademien.